# Syncaris
Syncaris is een geslacht van kreeftachtigen uit de klasse van de Malacostraca (hogere kreeftachtigen).

## Soorten
- Syncaris pacifica (Holmes, 1895)
- Syncaris pasadenae (Kingsley, 1897)